# Granzima B
Il granzima B (GrB) è uno dei granzimi maggiormente presenti nelle cellule natural killer e nei linfociti T citotossici (CD8+). È secreto soprattutto da questi tipi cellulari ed espleta la sua funzione intracellulare per mezzo di proteine, le perforine, che bucano la membrana cellulare delle cellule bersaglio e consentono l'ingresso del granzima B, il quale indurrà il processo di apoptosi nelle cellule in cui entra.
Seppure in quantità minori, il granzima B è prodotto anche dai mastociti, dai granulociti basofili e dalle cellule del tessuto muscolare liscio. Oltre all'induzione dell'apoptosi, che costituisce la funzione primaria del granzima B, quest'ultimo esercita numerose funzioni secondarie: è, infatti, implicato nell'induzione dei processi infiammatori mediante la stimolazione della produzione di citochine pro-infiammatorie; inoltre, è coinvolto nei processi di rimodellamento della matrice extracellulare.
Si riscontrano livelli particolarmente alti di granzima B in soggetti affetti da diabete mellito di tipo 1, da alcune malattie della cute e, più in generale, da varie patologie autoimmuni.

## Struttura
Negli esseri umani, il gene che codifica per il granzima B è denominato GZMB e si trova sul braccio lungo del cromosoma 14, in corrispondenza del locus genico 14q.11.2; esso consiste in 3,2 kilobasi e consta di cinque esoni. Si ritiene che il granzima B si sia evolutivamente originato da un precursore correlato al granzima H; il granzima B ha un effetto tangibile fin da concentrazioni molto inferiori alle soglie minime di significatività sull'organismo delle concentrazioni degli altri granzimi.
Prima di attivarsi, il granzima B appare sotto forma di zimogeno con un'estremità N-terminale aggiuntiva. Questa sequenza finale può andare incontro a clivaggio da parte della catepsina C, che va a rimuovere 2 amminoacidi dallo zimogeno. Anche la catepsina H sembra avere un ruolo nell'attivazione del granzima B.
La struttura del granzima B attivato consiste in 6 foglietti beta con tre segmenti amminoacidici trans-dominio. Nei granuli dei linfociti T citotossici, il granzima B può trovarsi in due diverse forme, entrambe glicosilate. La forma glicosilata con il mannosio ha un peso molecolare di circa 32 000 Dalton, mentre la forma complessa pesa circa 35 000 Dalton.
Il granzima B contiene nel proprio sito attivo un'importante triade catalitica costituita da istidina, acido aspartico e serina. Il clivaggio operato dal granzima avviene generalmente dopo un residuo di acido aspartico situato in posizione P1; tale residuo, prima di essere clivato, si associa ad un residuo di arginina. Il granzima B è attivo ad un pH neutro, pertanto risulta inattivo nei granuli del linfociti T citotossici, avendo essi un pH acido; in ogni caso, per assicurarne l'effettiva totale inattività all'interno delle cellule in cui è prodotto, il granzima si trova spesso associato ad una serglicina che evita l'innesco di meccanismi apoptotici all'interno della cellula produttrice, nonché iniziale ospitante, del granzima.

## Secrezione
Il granzima B è rilasciato nella cellula bersaglio per mezzo del poro della membrana cellulare costruito da un'apposita perforina; il poro prodotto dalla perforina ha un diametro di 5,5 nanometri e il granzima B ha un raggio di 2,5 nanometri, il che gli consente di penetrare nella cellula bersaglio.
Alternativamente, una volta rilasciato dalla cellula che lo ha prodotto, il granzima B può legarsi a dei recettori che contengono eparan solfato carico negativamente; dopo il legame con questi recettori, il granzima B può essere endocitato. Le vescicole endocitotiche che contengono il granzima vanno poi incontro a rottura, esponendo lo stesso granzima al proprio substrato enzimatico e al citoplasma della cellula target. L'ingresso del granzima B nella cellula bersaglio sembra essere facilitato anche da proteine della famiglia HSP70.
È possibile che il granzima B, in alcuni casi, entri nella cellula bersaglio scambiando la serglicina a cui è legato nella sua forma inattiva con fosfolipidi carichi negativamente presenti nella membrana plasmatica della cellula target; dopo questo scambio, il granzima può penetrare nella cellula attraverso meccanismi di pinocitosi a selettività molecolare relativamente bassa.

## Ruolo nell'apoptosi
Una volta entrato nella cellula bersaglio, il granzima B può tagliare e attivare due importanti promotori dell'apoptosi, ossia la caspasi 8 e la caspasi 10; dà inoltre segnali alle caspasi 3 e 7 per indurre l'apoptosi. La caspasi 7 è la più sensibile all'intervento del granzima B, mentre le caspasi 3, 8 e 10, dopo il clivaggio, necessitano di ulteriori modificazioni da parte di altre molecole pro-apoptotiche per attivarsi completamente.
Il granzima B taglia anche l'agonista di morte del dominio di attivazione BH3 (BID), portando all'oligomerizzazione delle proteine BAX e BAK e al successivo rilascio del citocromo c da parte dei mitocondri. Il granzima B può inoltre clivare la subunità alpha del fattore di frammentazione del DNA, portando alla degradazione dell'acido desossiribonucleico (DNA) e alla costituzione del laddering pattern dei frammenti di DNA visibile con elettroforesi, riscontro laboratoristico tipico dei processi di apoptosi.
I potenziali substrati del granzima B sono oltre 300; il granzima può inoltre clivare la proteina Mcl-1 nella membrana mitocondriale esterna, impedendole il mantenimento dell'inibizione della proteina BCL2L11; quest'ultima, una volta attivata, stimola l'oligomerizzazione delle classi proteiche BAX e BAK, favorendo la permeabilità delle membrane mitocondriali e i processi apoptotici. La permeabilità mitocondriale è favorita anche dall'intervento diretto del granzima B, il quale, tagliando la proteina mitocondriale HAX1, fa aumentare la differenza di potenziale tra il margine interno ed esterno della membrana mitocondriale esterna.
L'azione del granzima B può generare una tossicità a livello cellulare mediante la formazione di specie reattive all'ossigeno (ROS) in ambito mitocondriale, le quali agevolano il processo di morte cellulare programmata. Le vie di realizzazione dell'apoptosi indipendenti dalle caspasi sembra si siano evolutivamente costituite per eludere l'attività virale di inibizione delle caspasi e di conseguente inibizione dei fenomeni apoptotici.

## Target molecolari

### Nucleo cellulare
Molti substrati del granzima B sono situati nel nucleo cellulare. Il granzima B, a livello nucleare, può clivare la poli ADP-ribosio polimerasi e la protein chinasi dipendente dal DNA, per impedire i processi di riparazione del DNA stesso ed eventuali fenomeni di trascrizione inversa nelle cellule infettate dai retrovirus. Il granzima B può inoltre clivare la nucleofosmina, la topoisomerasi di tipo 1 e la nucleolina, al fine di impedire la replicazione virale.
Il granzima B è in grado di tagliare, inattivandola, la proteina ICP4 del virus dell'herpes simplex, proteina essenziale per l'aumento dell'espressione di determinati geni, e la proteina 1 dell'apparato mitotico nucleare (NUMA), impedendo così la mitosi della cellula bersaglio.
Indirettamente, per mezzo delle caspasi attivate dal granzima B, viene predisposto il clivaggio della DNA-binding protein in due frammenti, uno iniziale di 50 000 Dalton e uno che si forma successivamente, di 60 000 Dalton.

### Matrice extracellulare
Il granzima B è deputato alla degradazione di molte proteine della matrice extracellulare, come la fibronectina, la vitronectina e l'aggrecano. Il clivaggio di queste proteine può determinare apoptosi secondo il meccanismo dell'Anoikis e il rilascio di alcune proteine della matrice extracellulare che provocano un'infiammazione tissutale. I frammenti della fibronectina clivata possono attrarre i neutrofili coinvolti nella risposta infiammatoria e stimolare l'espressione delle metalloproteasi della matrice ad opera dei condrociti. I basofili secernono il granzima B per sciogliere le adesioni cellula-cellula costituitesi sull'endotelio, permettendo così l'extravasazione dal sito dell'infiammazione.
Il ruolo pro-infiammatorio del granzima B è assolto anche mediante la modificazione dell'interleuchina 1-alpha e dell'interleuchina 18. Attraverso l'attivazione del recettore 1 della trombina, il granzima B stimola indirettamente la produzione delle interleuchine 6 e 8.
Il clivaggio della vitronectina avviene sul sito di legame con l'integrina RGD, interrompendo le vie di trasduzione del segnale per la crescita e la proliferazione cellulare. Il clivaggio della laminina e della fibronectina distrugge le giunzioni cellulari, mentre la distruzione della decorina, sempre ad opera del granzima B, causa la perdita di ordine macrostrutturale delle fibre di collagene, oltre ad accelerare i processi di invecchiamento e di assottigliamento della pelle. I cheratinociti, dopo una costante esposizione ai raggi ultravioletti di tipo A (UVA) o di tipo B (UVB), esprimono spesso il granzima B nel corso del processo di dermatoeliosi.
Il granzimab B può inoltre rallentare il processo di cicatrizzazione delle ferite; infatti, il clivaggio del fattore di von Willebrand inibisce l'aggregazione delle piastrine, sfavorendo la coagulazione del sangue, mentre il clivaggio del plasminogeno genera un frammento di angiostatina che inibisce l'angiogenesi. Il taglio delle molecole di fibronectina e di vitronectina ritarda la formazione di una nuova matrice tissutale provvisoria, complicando ulteriormente il processo di guarigione delle ferite.

## Regolazione dei linfociti T
Il granzima B è secreto dai linfociti T soppressori con l'obiettivo di indurre apoptosi nei linfociti T helper che non sono esposti a cellule estranee all'organismo e che, confinate ai tessuti periferici, non possono raggiungere il timo. La morte cellulare di questi linfociti, in presenza del granzima B, è dunque possibile senza la necessità di attivare il processo apoptotico mediato dai recettori Fas e previene l'innesco di reazioni autoimmuni contro gli antigeni self (cioè presenti sulle cellule dell'organismo stesso).

## Inibizione del granzima B
L'inibitore principale del granzima B è il SERPINB9, denominato anche inibitore 9 delle proteasi (o PI-9). Esso presenta una catena polipeptidica costituita da 376 amminoacidi e si trova nel nucleo cellulare e nel citoplasma; è prodotto da varie popolazioni cellulari per proteggersi da eventuali meccanismi accidentali di apoptosi innescati dal granzima B. Il PI-9 è metastabile e prende una conformazione energeticamente favorevole quando si lega al granzima B. Il centro reattivo (RCL) della molecola di PI-9 fa da pseudosubstrato per il granzima e inizialmente risponde ad una cinetica enzimatica di Michaelis. Una volta che il legame peptidico del RCL viene rotto tra la posizione P1 e la posizione P1', il granzima B risulta inibito permanentemente. Tuttavia, se il RCL viene clivato in maniera efficace, il PI-9 non funge da inibitore suicida del granzima B, il quale dunque resta privo di inibizione. Il granzima M può eventualmente clivare il PI-9 nel nucleo e nel citoplasma, per liberare il granzima B dal suo inibitore. La proteina L4-100K degli adenovirus può inibire il granzima B legandosi agli exositi del granzima o stabilendo legami di altro genere, sempre inibenti il granzima stesso. La L4-100K è una proteina di assemblaggio che può trasportare i capsomeri degli adenovirus nel nucleo cellulare. Il granzima H può clivare questa proteina in un frammento di 90 000 Dalton eliminando l'inibizione del granzima B; l'azione del granzima H è particolarmente importante nelle cellule infettate dagli adenovirus di tipo 5.

## Patologia
La normale concentrazione del granzima B nel plasma è di 20-40 picogrammi su millilitro, con una percentuale di inattivazione del 70%; in molte patologie si rileva un aumento della concentrazione di granzima B rispetto ai livelli normali. Se il granzima B opera clivaggi impropri su antigeni self, questi antigeni esporranno nuovi epitopi che potranno essere erroneamente attaccati dal sistema immunitario; questo è un processo patogenetico di alcune malattie autoimmuni.
Il granzima B rilasciato dai linfociti T citotossici per mezzo delle perforine può determinare il rigetto del cuore o dei reni in caso di trapianto allogenico, andando ad uccidere le cellule endoteliali dell'organo trapiantato. La distruzione delle cellule beta delle isole di Langerhans del pancreas, deputate alla produzione dell'insulina, ad opera dei linfociti T e del granzima B, può portare allo sviluppo del diabete mellito di tipo 1. Il granzima B può inoltre indurre processi di apoptosi in caso di lesione spinale (aggravando il quadro clinico generale) e la sua concentrazione nel sangue è solitamente aumentata nei soggetti affetti da artrite reumatoide.
Uno dei processi alla base dello sviluppo e della progressione della broncopneumopatia cronica ostruttiva è attribuito al granzima B secreto dai linfociti T e dalle cellule natural killer, il quale causa la distruzione apoptotica dell'epitelio dei bronchi. La destabilizzazione e il rimodellamento della matrice extracellulare, inoltre, sembrano coinvolti nella patogenesi dell'asma. Il granzima B può anche uccidere i melanociti, causando la vitiligine; un'iperespressione genica del granzima B è di comune riscontro nei casi di dermatite da contatto, di lichen sclerosus e di lichen planus.
Le cellule T citotossiche secernenti il granzima B sono state identificate vicino ai follicoli piliferi, pertanto è possibile che siano talvolta concausa della calvizie. Le proprietà del granzima B di rimodellamento della matrice extracellulare sono spesso causa del rimodellamento del ventricolo sinistro; questo processo aumenta progressivamente il rischio di infarto miocardico. Anche l'indebolimento della placca fibrosa degli ateromi, causato dall'apoptosi dei miociti del tessuto muscolare liscio, sembra essere associato all'attività del granzima B.